# 好きなのさ
好きなのさ（すきなのさ）は、美空ひばりのシングル。1987年3月21日に日本コロムビアから発売された。

## 概要
- 同曲まではカラオケでのレコーディングであった[2]が、次作の「みだれ髪」からは同時録音に戻っている。
- 入院2週間前の4月7日には日本テレビ「コロムビア演歌大行進」の収録に臨み、細川たかしと島倉千代子に手を取られ登場し、「三百六十五夜」「リンゴ追分」「愛燦燦」と共に同曲を披露している。
- カラオケ本人映像は1988年11月28日に「真赤な太陽」「残侠子守唄」「ひばりの佐渡情話」「越後獅子の唄」と共に撮影され[3]、現在でもDAMでその頃のひばりの姿が映し出されている。

## 収録曲
両曲共 作詞：石本美由起、作曲：市川昭介、編曲：池多孝春
1. 好きなのさ
2. 酒は男の子守唄